# Naglern
Naglern ist eine Ortschaft und eine Katastralgemeinde der Gemeinde Ernstbrunn im Bezirk Korneuburg in Niederösterreich. Die Ortschaft hat 118 Einwohner (1. Jänner 2024). Bis Ende 1969 war Naglern eine eigenständige Gemeinde.

## Geografie
Das Dorf befindet sich südlich von Ernstbrunn an der Bahnstrecke Lokalbahn Korneuburg–Hohenau und ist nach Simonsfeld eingepfarrt.

## Geschichte
Laut Adressbuch von Österreich waren im Jahr 1938 in der Ortsgemeinde Naglern ein Gastwirt samt Gemischtwarenhandel, ein Marktfahrer, eine Milchgenossenschaft, ein Sattler und einige Landwirte ansässig.
Mit 1. Jänner 1970 wurden im Zuge der Niederösterreichischen Kommunalstrukturverbesserung die bis dahin selbständigen Gemeinden Klement, Lachsfeld, Merkersdorf, Naglern und Simonsfeld nach Ernstbrunn eingemeindet.

## Siedlungsentwicklung
Zum Jahreswechsel 1979/1980 befanden sich in der Katastralgemeinde Naglern insgesamt 87 Bauflächen mit 70.620 m² und 21 Gärten auf 29.740 m², 1989/1990 gab es 85 Bauflächen. 1999/2000 war die Zahl der Bauflächen auf 105 angewachsen und 2009/2010 bestanden 96 Gebäude auf 221 Bauflächen. Im Süden besteht eine einseitige Einzelkellergasse an einer Geländekante (siehe Kellergassen in Ernstbrunn). Sie hat eine Länge von 120 Metern und besteht aus 14 Gebäuden, wobei die älteste Datierung auf das Jahr 1931 zurückgeht.

## Kunstgeschichte
Am Angerbach in Naglern steht eine denkmalgeschützte Statue Johanns Nepomuks aus dem 18. Jahrhundert (Listeneintrag).

## Bodennutzung
Die Katastralgemeinde ist landwirtschaftlich geprägt. 375 Hektar wurden zum Jahreswechsel 1979/1980 landwirtschaftlich genutzt und 24 Hektar waren forstwirtschaftlich geführte Waldflächen. 1999/2000 wurde auf 380 Hektar Landwirtschaft betrieben und 27 Hektar waren als forstwirtschaftlich genutzte Flächen ausgewiesen. Ende 2018 waren 374 Hektar als landwirtschaftliche Flächen genutzt und Forstwirtschaft wurde auf 27 Hektar betrieben. Die durchschnittliche Bodenklimazahl von Naglern beträgt 61,6 (Stand 2010).